# Домашка (нижний приток Самары)
Дома́шка — река, левый приток Самары, протекает по территории Волжского и Кинельского районов Самарской области в России.
Длина составляет 31 км, средний уклон реки — 1,7 ‰. Площадь водосборного бассейна — 382 км², средний уклон водосбора — 18,7 ‰, залесённость — 2 %, распаханность — 80 % густота речной сети — 0,13 км/км².

## Описание
Домашка начинается в месте слияния оврагов Домашкины Вершины и Шалухин. До села Парфеновка течёт преимущественно на восток, потом — на северо-восток. Устье реки находится в 96 км по левому берегу реки Самара на высоте 33 м над уровнем моря у восточной окраины одноименного села. Протекает вдоль сел Домашкины Вершины, Парфеновка и Домашка.
Главный приток — овраг Домашка, длиной 13 км, впадает справа на 9,4 км.

## Данные водного реестра
По данным государственного водного реестра России относится к Нижневолжскому бассейновому округу, водохозяйственный участок реки — Самара от водомерного поста у села Елшанка до города Самара (выше города), без реки Большой Кинель. Речной бассейн реки — Волга от верховий Куйбышевского вдхр. до впадения в Каспий.
Код объекта в государственном водном реестре — 11010001112112100007613.

## Этимология
По одной из версий, топоним может означать «Домашняя (речка)», «(Река) у домов».